# James Baumgartner
Pour les articles homonymes, voir Baumgartner.
James „Jim“ Earl Baumgartner (né le 23 mars 1943 à Wichita (Kansas) et mort le  28 décembre 2011 à Hanover (New Hampshire)) est un mathématicien américain qui a travaillé en théorie axiomatique des ensembles, et en fondements des mathématiques.

## Biographie
Baumgartner étudie au California Institute of Technology et obtient un B. Sc. en 1960 ; il obtient un Ph. D. en 1970 à l'université de Californie à Berkeley sous la direction de Robert Lawson Vaught (titre de sa thèse : Results and Independence Proofs in Combinatorial Set Theory). En 1969 il devient instructor, en 1971 professeur assistant , en 1976 professeur associé et en 1980 professeur au Dartmouth College. À partir de 1983 il est John G. Kemeny Parents´ Professor. Il est atteint de sclérose en plaques à partir de 1982 ce qui le force finalement à se déplacer en chaise roulante ; il se retire en éméritat en 2004, et il meurt en 2011 d'un crise cardiaque.
Baumgartner travaillait sur le forcing itéré et, à la suite de travaux de Saharon Shelah,  il formule le Proper Forcing Axiom (PFA), il montre sa consistance avec la théorie des ensembles de Zermelo-Fraenkel  (ZFC); il en donne de multiples applications.
Il démontre la consistance avec ZFC du théorème selon lequel deux ensembles {\displaystyle \aleph _{1}}-denses de nombres réels sont isomorphes pour la relation d'ordre  (un ensemble de nombres réels est  {\displaystyle \aleph _{1}}-dense s'il a exactement {\displaystyle \aleph _{1}} points dans tout intervalle ouvert). Un autre théorème influent de  Baumgartner est sa démonstration, avec  András Hajnal de l'existence d'une relation de partition des nombres ordinaux.
Les travaux scientifiques de Baumgartner concernent le problème de Souslin, la théorie de Ramsey, les types d'ordre non dénombrables, les raffinements disjoints, arithmétique des cardinaux, relations de partition, forcing itéré, nombre chromatique de graphes, algèbres booléennes super-atomiques, relations de partition.
Parmi ses anciens élèves, il y a Stan Wagon, Jean Larson, Tadatoshi Miyamoto et Alan D. Taylor.

## Publications
- « Applications of the Proper Forcing Axiom », dans The Handbook of set-theoretic topology, North-Holland, 1984, p. 913–959.
- « Iterated Forcing », dans Adrian Mathias (éditeur), Surveys in Set Theory, coll. « London Math. Society Lecture Note Series » (no 87), 1983, p. 1-59.
- avec András Hajnal, « A proof (involving Martin´s axiom) of a partition relation », Fundamenta Mathematicae, vol. 78,‎ 1973, p. 193–203.
- avec András Hajnal, « Polarized partition relations », Journal of Symbolic Logic, vol. 66,‎ 2001, p. 811–821.
- « All {\displaystyle \aleph _{1}}-dense sets of reals can be isomorphic », Fundamenta Mathematicae, vol. 79,‎ 1973, p. 101–106.
- « A new class of order types », Annals of Mathematical Logic, vol. 9,‎ 1976, p. 187–222.
- avec Leo Harrington et Eugene Kleinberg, « Adding a closed unbounded set », Journal of Symbolic Logic, vol. 41,‎ 1976, p. 481–482.
- « Ineffability properties of cardinals I », dans Infinite and Finite Sets, Keszthely (Hongrie), North-Holland, coll. « Colloquia Mathematica Societatis János Bolyai » (no 10), 1975, p. 109–130.
- « Ineffability properties of cardinals II », dans Robert E. Butts et Jaakko Hintikka (éditeurs), Logic, Foundations of Mathematics and Computability Theory, Dordrecht, D. Reidel, 1977, p. 87–106.
- avec Fred Galvin, « Generalized Erdős cardinals and Zero Sharp », Annals of Mathematical Logic, vol. 15,‎ 1978, p. 289–313.
- avec Paul Erdős, Fred Galvin et Jean Larson, « Colorful partitions of cardinal numbers », Canadian Journal of Mathematics, vol. 31,‎ 1979, p. 524–541.
- avec Paul Erdős et D. Higgs, « Cross-cuts in the power set of an infinite set », Order, vol. 1,‎ 1984, p. 139–145.
- avec Karel Prikry (de), « Singular cardinals and the generalized continuum hypothesis », American Mathematical Monthly, vol. 84,‎ 1977, p. 08–113.
- (éditeur), Axiomatic Set Theory, coll. « Contemporary Mathematics » (no 31), 1990.